# Jan Legierski (Nordischer Kombinierer)
Jan Legierski (* 10. März 1952 in Istebna) ist ein ehemaliger polnischer Nordischer Kombinierer.

## Werdegang
Legierski, der bis 1980 für KS ROW Koniaków startete, war bereits als Junior international erfolgreich. So wurde er sowohl bei den Nordischen Junioren-Skiweltmeisterschaften 1971 in Nesselwang als auch ein Jahr später bei den Nordischen Junioren-Skiweltmeisterschaften in Tarvis Vize-Juniorenweltmeister. Nachdem er sich kurz vor der Abreise bei einem Sturz von der Wielka Krokiew das Schlüsselbein gebrochen hatte, verpasste er die Olympischen Winterspiele 1972. 
In den darauffolgenden Jahren gehörte Legierski weltweit zu den besten Kombinieren. So gewann er unter anderem 1974 den Kombinationswettbewerb bei den Lahti Ski Games. Bei den Nordischen Skiweltmeisterschaften 1974 in Falun belegte er den siebten Rang im Einzel. Legierski ging 1976 bei den Olympischen Winterspielen in Innsbruck an den Start und erreichte dabei den 18. Platz. Vier Jahre später wurde er bei den Olympischen Winterspielen in Lake Placid Zehnter. Auf nationaler Ebene gewann Legierski neun Medaillen in der Nordischen Kombination, wurde aber nur einmal Polnischer Meister im Einzel.
Legierski trat im Verlauf seiner Karriere immer wieder bei Skisprung-Wettbewerben an. So erreichte er beispielsweise beim Czech-Marusarzówna-Memorial in Zakopane oder bei Wettbewerben im Rahmen der Beskiden-Tour regelmäßig eine Platzierung unter den besten Dreißig. Am 11. März 1980 debütierte er sogar in Falun im Skisprung-Weltcup, verpasste jedoch deutlich die Punkteränge.
Nach einer weiteren schweren Verletzung beendete Legierski 1983 seine Karriere. Im Anschluss daran war er unter anderem als Trainer tätig.

## Statistik

### Teilnahmen an Olympischen Winterspielen
| Jahr und Ort     | Einzel NK |
| ---------------- | --------- |
| 1976 Innsbruck   | 18.       |
| 1980 Lake Placid | 10.       |

### Teilnahmen an Nordischen Skiweltmeisterschaften
| Jahr und Ort | Einzel NK |
| ------------ | --------- |
| 1974 Falun   | 07.       |

### Beskiden-Tour-Platzierungen
| Saison | Platz | Punkte |
| ------ | ----- | ------ |
| 1975   | 41.   | 196,7  |
| 1977   | 17.   | 325,5  |
| 1978   | 40.   | 201,9  |